# Tough Guys
Tough Guys is een Amerikaanse komedie-misdaadfilm uit 1986, geregisseerd door Jeff Kanew.

## Verhaal
De twee criminelen, Harry en Archie, worden vrijgelaten nadat ze een lange straf hebben uitgezeten vanwege een mislukte treinroof. De twee zijn nu aardig op leeftijd en willen gaan genieten van hun pensioen. De twee lijken echter magneten voor problemen. Ze worden achtervolgd door een bijna blinde huurmoordenaar die na al die jaren nog steeds een appeltje met ze te schillen heeft, en hun reclasseringsambtenaar vindt hun verhalen aanhoren spannender dan ze op het goede pad te houden. En dan blijkt dat de trein die ze destijds probeerden te overvallen nog één laatste rit zal maken voordat hij naar een museum toe gaat.

## Rolverdeling
| Acteur           | Personage      |
| ---------------- | -------------- |
| Burt Lancaster   | Harry Doyle    |
| Kirk Douglas     | Archie Long    |
| Charles Durning  | Deke Yablonski |
| Alexis Smith     | Belle          |
| Dana Carvey      | Richie Evans   |
| Darlanne Fluegel | Skye           |
| Eli Wallach      | Leon B. Little |
| Monty Ash        | Vince          |
| Billy Barty      | Philly         |
| Simmy Bow        | Schultz        |
| Darlene Conley   | Gladys Ripps   |
| Nathan Davis     | Jimmy Ellis    |

## Leon B. Little
Voor de rol van Leon B. Little werd Adolph Caesar ingehuurd. Tijdens een van de eerste opnames kreeg hij echter een hartaanval en overleed, op 52-jarige leeftijd, op de set van de film. De rol werd hierna aan Eli Wallach gegeven.